# Социалистическая партия Бразилии
Социалистическая партия Бразилии (СПБ)  (порт. Partido Socialista Brasileiro, сокращённо — PSB) — политическая партия Бразилии. Придерживается демократической социалистической идеологии.

## История
Партия основана 6 августа 1947 года на базе фракции «Демократические левые» (Esquerda Democrática), покинувшей правеющий Национально-демократический союз, и представляла себя как альтернативу Бразильской рабочей партии и Бразильской коммунистической партии на левом фланге. Была запрещена диктаторским режимом в 1965 году и восстановлена в 1985 году. 
На выборах в 2006 году получила 22 мандата в парламента из 513 мест. В 2010 году увеличила своё представительство до 34 депутатов нижней палаты, а также стала второй партией по числу избранных губернаторов, войдя в состав поддерживающей президента Дилму Русеф коалиции «За Бразилию для продолжения перемен». Перешла в оппозицию в 2014 году, собравшись выставить на президентских выборах своего лидера с 2005 года Эдуарду Кампуша, однако он погиб в авиакатастрофе, и его сменила Марина Силва. Она заняла третье место с 22 миллионами (21,32%) голосов.
Членом Социалистической партии и федеральным сенатором является знаменитый в прошлом футболист Ромарио.